# HarmonyOS
HarmonyOS (chinois : 鸿蒙OS ; pinyin : Hóngméng OS) est une famille de systèmes d'exploitations développée par Huawei et dévoilée le 9 août 2019. Huawei a initialement déclaré qu'il s'agirait d'un système d'exploitation distribué développé indépendamment.
La version pour IoT est basée sur le micro-noyau de LiteOS, également appelé OpenHarmony,.
La version utilisée sur les téléphones, présentée aux développeurs en février 2021, comporte des composants de base d'Android, le but étant de baser l'ensemble des gammes IoT, smartphones et tablettes sur ce système d'exploitation.
La version 1.0 d'HarmonyOS, sortie en septembre 2019, est utilisée sur Smart TV pour le marché chinois. Les versions bêta d'HarmonyOS 2.0, annoncées en septembre 2020, sont disponibles pour certains smartphones Huawei à partir de décembre 2020.
Huawei dévoile HarmonyOS  en présentation publique le 2  juin 2021. Wang Chenglu déclare que HarmonyOS est bel et bien un système d'exploitation distribué et basé sur un micro-noyau.
Huawei a présenté le P50 comme étant le premier smartphone Huawei à être équipé de ce système.

## Histoire
HarmonyOS est principalement conçu pour l'Internet des objets, son développement commence en 2012. Dans un article du quotidien allemand Die Welt, le responsable de Huawei, Richard Yu, a indiqué que ce système d'exploitation pourrait être utilisé comme « plan B » au cas où des restrictions américaines empêcheraient l'entreprise d'utiliser Android ou Windows, alors qu'elle souhaiterait continuer à utiliser l'un ou l'autre.  
La compagnie est liée, en juin 2021 à différents partenaires pour cet OS, dont le géant de la domotique Midea, le fabricant de drones SZ DJI Technology et les fabricants suisses de montre, Tissot et Swatch.
En juin également, Huawei annonce trois tablettes, les MatePad Pro 10.8, MatePad Pro 12.6 et MatePad 11 ainsi que les montres connectées Watch 3 et Watch 3 Pro disponibles sous HarmonyOS, ainsi que des mises à jour vers HarmonyOS d'environ 100 de leurs produits existants, dont leur séries phares Huawei Nova 7, 8 et 9 dès le 3e semestre 2021.
Le 2 juin 2021, la marque annonce l'ouverture de la bêta publique pour certains appareils, puis d'autres au fur et à mesure jusqu'au début de 2022. Cependant, Huawei n'a pas mentionné le fait que seuls les appareils chinois étaient concernés. De ce fait, les appareils internationaux (dits global version) sont écartés pour le moment, avant l'ouverture de la version bêta aux autres pays. Une chose qui revient souvent dans les forums d'utilisateurs Huawei (surtout internationaux) est le manque d'informations, voire le silence complet sur une quelconque date de disponibilité d'HarmonyOS sur les appareils internationaux.

## Relations avec Android
Les tests d'un développeur d'Ars Technica révèlent que les versions préliminaires d'HarmonyOS 2.0 (Beta 1, Beta 2), utilisables depuis les serveurs de Huawei par streaming, semblent être un fork d'Android 10, dont la version bêta du smartphone est simplement une version rebaptisée d'EMUI 11, l'interface développée par Huawei à l'origine pour Android, avec toutes les références à Android remplacées par « HarmonyOS », le SDK « DevEco Studio » étant largement basé sur les mêmes composants d'Android Studio ,,. Le 2 juin 2021, Wang Chenglu réaffirme qu'il s'agit bien d'un système d'exploitation distribué et basé sur un micro-noyau, et que la version mobile utilise quelques ressources d'Android (son framework pour garantir la compatibilité avec les applications Android) en plus du framework d'HarmonyOS nommé «Atom ». Les applications développées avec ce framework s'appellent les « applications atomisées ». Ce n'est donc pas un fork d'Android.

## Donnée complémentaire
La version propriétaire d'HarmonyOS de 2025 qui ne fonctionne que sur le matériel Huawei possède un micro-noyau réduisant les possibilités d'attaques et consommant peu de mémoire. Cependant, utiliser tout logiciel privatif peut cacher des portes dérobées qui seront révélées plus tard. Malgré tout, les processeurs aussi ont des portes dérobées permettant pour certaines d'annihiler tout processeur par le BIOS du processeur.
Pour les appareils exécutant HarmonyOS avec moins de 128 Mo de RAM, le système utilisera LiteOS comme noyau.
Pour les appareils avec 4 Go de RAM et supérieur, il utilisera Linux comme noyau par défaut.

## OpenHarmony
OpenHarmony est l'implémentation open source d'HarmonyOS lancée par la Fondation OpenAtom. Le projet, hébergé sur Gitee, ne cible alors que les plates-formes IoT. En octobre 2020, Huawei sort ses premiers kits de développement « HiHope HiSpark Wifi IoT », à destination de l'internet des objets utilisant un microcontrôleur HiSilicon Hi3518 d'architecture RISC-V 32-bits, compatible avec les noyaux libres Huawei LiteOS et OpenHarmony et utilisant le compilateur GCC.